# Rendez-vous à Melbourne
Pour plus de détails, voir Fiche technique et Distribution.
Rendez-vous à Melbourne est un film documentaire français réalisé par René Lucot, sorti en 1957. 

## Synopsis
Les Jeux olympiques d'été organisés à Melbourne du 22 novembre au 8 décembre 1956.

## Fiche technique
- Titre : Rendez-vous à Melbourne
- Réalisation : René Lucot, assisté de Jean-Christophe Averty
- Commentaire : René Lucot et Raymond Marcillac, dit par François Périer
- Photographie : Georges Leclerc et Louis Miaille, assistés de Jacques Duhamel, Pierre Lebon, Pierre Levent, Guy Maria et René Mathelin
- Son : Brian Horman
- Montage : Jean-Charles Dudrumet
- Musique : Christian Chevallier
- Production : Les Productions CSA
- Pays d'origine :  France
- Genre : Documentaire
- Durée : 110 minutes
- Date de sortie : 
  - France - 12 avril 1957